# Unterhaltsvorschussgesetz
Das deutsche Unterhaltsvorschussgesetz regelt, unter welchen Voraussetzungen ein Kind eines alleinerziehenden Elternteils einen Unterhaltsvorschuss als staatliche Sozialleistung erhält, wenn der unterhaltspflichtige, familienferne Elternteil z. B. nicht bekannt oder verstorben ist oder er keinen oder nicht den vollen Kindesunterhalt zahlt.

## Ziel
Durch die Unterhaltsvorschuss-Leistung soll der Lebensunterhalt des Kindes teilweise gesichert werden, wenn der familienferne Elternteil

- sich der Pflicht zur Zahlung von Unterhalt ganz oder teilweise entzieht,
- hierzu nicht oder nicht im vollen Umfang in der Lage ist oder
- verstorben ist.

Zwar ist dieses Gesetz noch nicht in das Sozialgesetzbuch eingebettet, jedoch gilt es laut § 68 Nummer 14 SGB I bereits als dessen besonderer Teil und soll eingearbeitet werden. Vorbilder waren die Länder Österreich und Schweden, die schon längere Zeit ein ähnliches Gesetz hatten.

## Unterhaltsvorschusszahlungen

### Allgemeine Voraussetzungen
Anspruchsberechtigt ist nicht ein Elternteil, sondern das Kind selbst, wenn es
- das achtzehnte Lebensjahr noch nicht vollendet hat und
- in Deutschland bei einem seiner Elternteile lebt.

Nach einer Entscheidung des Bundesverwaltungsgericht vom 18. Dezember 2017 verstößt die Voraussetzung, dass das Kind in Deutschland leben muss, gegen die Arbeitnehmerfreizügigkeit in der EU. Das Gericht ließ deshalb zu, dass auch im EU-Ausland lebende Kinder Unterhaltsvorschuss erhalten können, wenn der alleinerziehende Elternteil in Deutschland nicht nur geringfügig beschäftigt ist.
Der Wortlaut „bei einem seiner Elternteile“ verlangt, dass der Elternteil, bei dem das Kind lebt, tatsächlich alleinerziehend sein muss, also die überwiegende Verantwortung der Erziehung und Fürsorge für das Kind übernimmt. Leistungen nach dem Unterhaltsvorschussgesetz sind somit ausgeschlossen, wenn beide Elternteile das Kind im sogenannten Wechselmodell annähernd zu gleichen Teilen betreuen. In einer Grundsatzentscheidung aus dem Jahr 2023 stellte das Bundesverwaltungsgericht jedoch klar, dass eine lediglich zeitweilige oder gelegentliche Übernahme der Betreuung (z. B. alle vierzehn Tage) durch den anderen Elternteil einen Anspruch auf Unterhaltsvorschuss nicht ausschließt, solange die Betreuungsleistungen durch den anderen Elternteil einen zeitlichen Umfang von 40 Prozent nicht überschreiten.
Nach § 1 Abs. 1a des Gesetzes erhalten Kinder bis zur Vollendung des 18. Lebensjahres die Leistung, wenn
- es keine Leistungen nach den SGB II bezieht oder durch den Unterhaltsvorschuss solche Leistungen vermieden werden können oder
- der Elternteil, bei dem das Kind lebt, über mindestens 600 Euro monatliches Einkommen verfügt (ohne Kindergeld und die Absetzbeträge nach § 11b SGB II).

Der Elternteil selbst muss
- ledig, verwitwet oder geschieden sein oder
- von seinem Ehegatten oder Lebenspartner dauernd getrennt leben. Ein dauerndes Getrenntleben ist dann anzunehmen, wenn zwischen den Eheleuten keine häusliche Gemeinschaft mehr besteht und zumindest einer von den zweien diese auch nicht mehr herstellen will, weil er sie ablehnt. Diesem Tatbestand gleichzusetzen ist, wenn der Ehegatte des Elternteils wegen Krankheit oder Behinderung oder auf Grund einer gerichtlichen Anordnung für voraussichtlich mindestens sechs Monate in einer Anstalt (z. B. im Gefängnis) untergebracht ist.

Wenn im Unterhaltsvorschussgesetz vom „Lebenspartner“ die Rede ist, dann ist damit die eingetragene Lebenspartnerschaft nach dem Lebenspartnerschaftsgesetz gemeint. Wenn dagegen der Elternteil mit einem Lebenspartner in so genannter „wilder Ehe“ zusammenlebt und der Partner kein Elternteil des Kindes ist, so ist dies kein Grund, die öffentliche Unterhaltsleistung zu versagen.
Als weitere Anspruchsvoraussetzung muss hinzukommen, dass das Kind nicht oder nicht regelmäßig Unterhalt
- von dem anderen Elternteil oder
- wenn dieser oder ein Stiefelternteil gestorben ist, Waisenbezüge mindestens in der Höhe, in der sich die Leistung nach dem Unterhaltsvorschussgesetz bemessen würde

erhält.

### Voraussetzungen bei ausländischen Staatsangehörigen
Hat das Kind oder der Elternteil, bei dem es lebt, die Staatsangehörigkeit eines Mitgliedstaates der Europäischen Union, ist die Rechtslage wie bei deutschen Staatsangehörigen. Das Gleiche gilt, wenn das Kind oder der Elternteil die Staatsangehörigkeit eines anderen privilegierten Staates hat. Zu diesen Staaten gehören Island, Liechtenstein, Norwegen und die Schweiz.
Trifft keine der im vorigen Absatz erwähnten Voraussetzungen zu, muss das Kind oder der Elternteil nach dem Aufenthaltsgesetz eine Niederlassungserlaubnis oder eine befristete Aufenthaltserlaubnis besitzen, die aktuell zur Ausübung einer Erwerbstätigkeit berechtigt. Auch davon gibt es wieder Ausnahmen.

### Leistungsausschluss
Der Anspruch ist ausgeschlossen, wenn
- beide Elternteile in häuslicher Gemeinschaft leben (egal, ob sie miteinander verheiratet sind oder nicht) oder
- das Kind mit beiden Eltern in einer Wohnung lebt, auch wenn die Eltern in dieser Wohnung dauernd getrennt leben, oder
- zu der häuslichen Gemeinschaft auch ein Stiefvater bzw. eine Stiefmutter gehört, oder
- soweit der Lebensunterhalt des Kindes im Rahmen der Jugendhilfe nach dem Achten Buch Sozialgesetzbuch (SGB VIII) abgedeckt wird. Dies ist beispielsweise dann der Fall, wenn der Elternteil für sein Kind Hilfe zur Erziehung in einem Heim oder in einer Vollzeitpflegestelle erhält. Das Gleiche gilt, wenn sich das Kind mit einem Elternteil in einer gemeinsamen Wohnform für Mütter/Väter und Kinder befindet (§ 19 SGB VIII).

Der Anspruch ist auch dann ausgeschlossen, wenn sich der Elternteil weigert, die erforderlichen Auskünfte zu erteilen. Ist die Vaterschaft zu dem Kind noch nicht festgestellt, muss die Mutter Maßnahmen in die Wege leiten, dass die Vaterschaft festgestellt werden kann. Fühlt sie sich dazu nicht in der Lage, muss sie einen Rechtsanwalt damit beauftragen oder bei dem Jugendamt, in dessen Bereich sie wohnt, eine Beistandschaft einrichten lassen. Andernfalls besteht kein Anspruch.

### Höhe
| Zeitraum                             | nomineller Unterhaltsvorschuss | nomineller Unterhaltsvorschuss | nomineller Unterhaltsvorschuss | nomineller Unterhaltsvorschuss | nomineller Unterhaltsvorschuss | Unterhaltsvorschuss nach Kindergeldabzug | Unterhaltsvorschuss nach Kindergeldabzug | Unterhaltsvorschuss nach Kindergeldabzug | Unterhaltsvorschuss nach Kindergeldabzug | Unterhaltsvorschuss nach Kindergeldabzug | Unterhaltsvorschuss inkl. Kindergeld | Unterhaltsvorschuss inkl. Kindergeld | Unterhaltsvorschuss inkl. Kindergeld | Unterhaltsvorschuss inkl. Kindergeld | Unterhaltsvorschuss inkl. Kindergeld |
| Zeitraum                             | 0-5 Lj.                        | 0-5 Lj.                        | 6-12 Lj.                       | 6-12 Lj.                       | 13-17 Lj.                      | 0-5 Lj.                                  | 0-5 Lj.                                  | 6-12 Lj.                                 | 6-12 Lj.                                 | 13-17 Lj.                                | 0-5 Lj.                              | 0-5 Lj.                              | 6-12 Lj.                             | 6-12 Lj.                             | 13-17 Lj.                            |
| Zeitraum                             | Ost                            | West                           | Ost                            | West                           |                                | Ost                                      | West                                     | Ost                                      | West                                     |                                          | Ost                                  | West                                 | Ost                                  | West                                 |                                      |
| ------------------------------------ | ------------------------------ | ------------------------------ | ------------------------------ | ------------------------------ | ------------------------------ | ---------------------------------------- | ---------------------------------------- | ---------------------------------------- | ---------------------------------------- | ---------------------------------------- | ------------------------------------ | ------------------------------------ | ------------------------------------ | ------------------------------------ | ------------------------------------ |
| 1. Juli 2005 bis 30. Juni 2007       | 188                            | 204                            | 228                            | 247                            | -                              | 111                                      | 127                                      | 151                                      | 170                                      | -                                        | 265                                  | 281                                  | 305                                  | 324                                  | -                                    |
| 1. Juli bis 31. Dezember 2007        | 186                            | 202                            | 226                            | 245                            | -                              | 109                                      | 125                                      | 149                                      | 168                                      | -                                        | 263                                  | 279                                  | 303                                  | 322                                  | -                                    |
| 1. Januar 2008 bis 31. Dezember 2008 | 279                            | 279                            | 322                            | 322                            | -                              | 125                                      | 125                                      | 168                                      | 168                                      | -                                        | 279                                  | 279                                  | 322                                  | 322                                  | -                                    |
| 1. Januar 2009 bis 31. Dezember 2009 | 281                            | 281                            | 322                            | 322                            | -                              | 117                                      | 117                                      | 158                                      | 158                                      | -                                        | 281                                  | 281                                  | 322                                  | 322                                  | -                                    |
| 1. Januar 2010 bis 30. Juni 2015     | 317                            | 317                            | 364                            | 364                            | -                              | 133                                      | 133                                      | 180                                      | 180                                      | -                                        | 317                                  | 317                                  | 364                                  | 364                                  | -                                    |
| 1. Juli 2015 bis 31. Dezember 2015   | 328                            | 328                            | 376                            | 376                            | -                              | 144                                      | 144                                      | 192                                      | 192                                      | -                                        | 332                                  | 332                                  | 380                                  | 380                                  | -                                    |
| 1. Januar 2016 bis 31. Dezember 2016 | 335                            | 335                            | 384                            | 384                            | -                              | 145                                      | 145                                      | 194                                      | 194                                      | -                                        | 335                                  | 335                                  | 384                                  | 384                                  | -                                    |
| 1. Januar 2017 bis 30. Juni 2017     | 342                            | 342                            | 393                            | 393                            | -                              | 150                                      | 150                                      | 201                                      | 201                                      | -                                        | 342                                  | 342                                  | 393                                  | 393                                  | -                                    |
| 1. Juli 2017 bis 31.12.2017*         | 342                            | 342                            | 393                            | 393                            | 460                            | 150                                      | 150                                      | 201                                      | 201                                      | 268                                      | 342                                  | 342                                  | 393                                  | 393                                  | 460                                  |

- Ab 1. Juli 2017 konnten auch Kinder über 12 Jahre (13. Lebensjahr) Unterhaltsvorschussleistungen beantragen.

Bis heute wurden die Beträge aufgrund von Änderungen der Düsseldorfer Tabelle bzw. des Kindergeldes noch mehrfach angepasst.
Seit Januar 2022 beträgt der Unterhaltsvorschuss nach Abzug des Kindergeldes für Kinder bis 6 Jahre monatlich 177,00 €, bis 12 Jahre 236,00 € und bis zum 18. Geburtstag monatlich 314,00 €. Bereits jetzt ist sicher, dass auch zum 1. Januar 2023 Änderungen bevorstehen.
Die monatliche Unterhaltsleistung entspricht dem Mindestunterhalt des Bürgerlichen Rechts (§ 1612a BGB, § 2 UhVorschG). Hat der Elternteil, bei dem das Kind lebt, Anspruch auf das volle Kindergeld, was in der Regel der Fall ist, so ist dieses voll anzurechnen. Besucht das Kind keine allgemeinbildende Schule mehr, so wird das Einkommen des Kindes zur Hälfte angerechnet. Solange einer Ausbildung nachgegangen wird, bleiben zuvor die ersten 100 Euro Einkommen anrechnungsfrei.
In den Jahren 2008 und 2009 fielen die Beträge etwas höher aus wie vorstehender Tabelle im Detail zu entnehmen ist. Bis zum 31. Dezember 2007 richtete sich der Mindestbetrag nach §§ 1 und 2 der in der Regelbetrag-Verordnung genannten Regelbeträgen, die für Kinder der ersten und zweiten Altersstufe gelten. Damit einher ging eine Unterscheidung der Leistungshöhe nach Ost und West. Wenn der Elternteil für sein Kind Anspruch auf das staatliche Kindergeld hat – was in der Regel der Fall ist –, mindert sich die Unterhaltsleistung um die Hälfte des Betrages, der für das erste Kind gezahlt wird.

#### Anrechnung von Unterhalt, Waisenrente etc.
Wenn der andere Elternteil für sein Kind bereits regelmäßig Unterhalt zahlt oder das Kind eine Waisenrente erhält, weil der andere Elternteil oder ein Stiefelternteil verstorben ist, mindern sich die in der vorigen Tabelle genannten Beträge um die Unterhaltszahlung bzw. die Waisenrente. Der auszuzahlende Betrag wird stets auf den nächsthöheren vollen Euro-Betrag aufgerundet. Sollte sich dann ein Betrag ergeben, der sich auf weniger als fünf Euro beläuft, kommt keine Unterhaltsleistung in Betracht (Bagatellfall).

#### Unterhaltsvorschuss und Leistungen nach dem SGB II
Der Unterhaltsvorschuss ist nach der Vollendung des 12. Lebensjahres eine nachrangige Leistung und wird nur noch gewährt, wenn das Kind nicht auf Sozialleistungen angewiesen ist oder der alleinerziehende Elternteil ein monatliches Bruttoeinkommen von mindestens 600 Euro erzielt (§ 1 Abs. 1 und 2 UhVorschG).

### Dauer
Die öffentliche Unterhaltsleistung längstens bis zur Vollendung des 18. Lebensjahres gewährt, solange die Anspruchsvoraussetzungen erfüllt sind. Zwei Beispiele:
Grundsätzlich wird die öffentliche Unterhaltsleistung erst von dem Monat an gewährt, in dem der Antrag bei der zuständigen Stelle eingegangen ist. Ausnahme: Sie kann auch rückwirkend für den vorausgegangenen Monat gezahlt werden, wenn der andere Elternteil in diesem Monat schon in Verzug oder nachweislich nicht leistungsfähig war.

### Verfahren und Zahlungsweise
Die Leistung wird nur auf schriftlichen Antrag des allein erziehenden Elternteiles gewährt. Das Antragsformular erhält man bei allen Gemeinde- und Kreisverwaltungen. Diese sind auch verpflichtet, den Antrag entgegenzunehmen und – sofern sie nicht selbst zuständig sind – ihn an die zuständige Stelle weiterzuleiten (§ 16 SGB I). Solche Stellen sind die so genannten Unterhaltsvorschusskassen, die es bei allen Stadt- und Landkreisen, die ein Jugendamt haben, gibt.
Hat die zuständige Unterhaltsvorschusskasse über den Antrag entschieden – neben einer Leistungsbewilligung ist auch eine Ablehnung oder eine teilweise Ablehnung denkbar –, muss sie dem allein erziehenden Elternteil einen schriftlichen Bescheid zukommen lassen. Entspricht dieser nicht seinen Erwartungen, kann er i. d. R. – je nach konkreter Ausgestaltung der landesrechtlichen Bestimmungen – als Rechtsbehelf schriftlich Widerspruch dagegen einlegen. Hält die Unterhaltsvorschusskasse den Widerspruch für begründet, hilft sie ihm ab, indem sie die Leistung bewilligt. Andernfalls muss die Unterhaltsvorschusskasse den Widerspruch der nächsthöheren Behörde – dies ist im Regelfall das Regierungspräsidium – vorlegen. Soweit in bestimmten Bundesländern ausnahmsweise kein Widerspruchsverfahren stattfindet, kommt als Rechtsbehelf eine Verpflichtungsklage in Betracht. Welcher Rechtsbehelf im jeweiligen Einzelfall maßgeblich ist, ergibt sich aus der i. d. R. im Ablehnungsbescheid enthaltenen Rechtsbehelfsbelehrung (§ 36 SGB X).
Ist über einen Antrag positiv entschieden worden, wird die öffentliche Unterhaltsleistung monatlich im Voraus auf das Konto des allein erziehenden Elternteils überwiesen.

## Pflicht zur Anzeige von Veränderungen
Es kommt immer wieder vor, dass sich im Laufe der Zeit die Verhältnisse ändern. So kann beispielsweise der allein erziehende Elternteil plötzlich nicht mehr allein erziehend sein, weil er geheiratet hat oder eine gleichgeschlechtliche eingetragene Lebenspartnerschaft eingegangen ist. Dies hat dann zur Folge, dass die Voraussetzungen für die öffentliche Unterhaltsleistung nicht mehr vorliegen. In diesem Falle ist der Elternteil, bei dem das Kind lebt, nach § 6 Unterhaltsvorschussgesetz verpflichtet, der Unterhaltsvorschusskasse unverzüglich mitzuteilen, was sich geändert hat oder was sich bald ändern wird. Kommt er dieser Verpflichtung nicht nach, handelt er ordnungswidrig und kann mit einem Bußgeld belegt werden (§ 10 Unterhaltsvorschussgesetz).

## Ersatz- und Rückzahlungspflicht
Hin und wieder tritt auch der Fall ein, dass Veränderungen in den Verhältnissen, die den Anspruch auf die öffentliche Unterhaltsleistung ausgelöst haben, der Unterhaltsvorschusskasse nicht gemeldet wurden, oder dass der Elternteil in seinem Antrag vorsätzlich oder fahrlässig falsche Angaben gemacht hat. Dies hat dann zur Folge, dass die öffentliche Unterhaltsleistung – ganz oder teilweise – zu Unrecht gewährt wurde. In solchen Fällen ist der Elternteil verpflichtet, der Unterhaltsvorschusskasse die öffentliche Unterhaltsleistung zu ersetzen, soweit er sie nicht hätte erhalten dürfen (§ 5 UhVorschG).
Eine Ersatz- und Rückzahlungspflicht ist auch dann gegeben, wenn das Kind, nachdem der Antrag bereits gestellt worden war, Unterhaltszahlungen von seinem anderen Elternteil erhalten hat, und diese Tatsache der Unterhaltsvorschusskasse noch nicht bekannt war, als sie die öffentliche Unterhaltsleistung bewilligte.
Bei der Rückforderung handelt es sich um einen öffentlich-rechtlichen Anspruch, den die Verwaltung mit einem schriftlichen Bescheid (Verwaltungsakt) geltend macht.
Es besteht zudem die Möglichkeit für den Unterhaltspflichtigen den Unterhaltsvorschuss mit einem derzeit zinsgünstigen privaten Bankkredit abzulösen.

## Übergang von Ansprüchen
Wenn und solange das Kind die öffentliche Unterhaltsleistung erhält, geht dessen bürgerlich-rechtlicher Unterhaltsanspruch, den es gegen den anderen Elternteil hat, nicht verloren. Das Kind kann allerdings bis zur Höhe der öffentlichen Unterhaltsleistung nicht mehr selbst über diesen Anspruch verfügen; denn sobald es die öffentliche Unterhaltsleistung erhält, geht sein bürgerlich-rechtlicher Unterhaltsanspruch kraft Gesetzes („automatisch“) auf das zuständige Bundesland, vertreten durch die jeweilige Unterhaltsvorschusskasse, über (cessio legis, § 7 UhVorschG). Ist aber der Unterhaltsanspruch übergegangen, kann der andere Elternteil nicht mehr mit befreiender Wirkung Unterhalt an sein Kind zahlen. „Mit befreiender Wirkung“ bedeutet, dass er von seiner Unterhaltsschuld für den jeweiligen Monat nur dann befreit wird, wenn er seine Unterhaltszahlung an die Unterhaltsvorschusskasse leistet. Anders ausgedrückt: Sollte er seine Unterhaltszahlungen für diejenigen Monate, während der das Kind Leistungen nach dem UhVorschG erhält, an das Kind zahlen (z. B. indem er den Betrag an die Mutter überweist), so bleibt seine Unterhaltspflicht für die jeweiligen Monate trotzdem noch bestehen. Er hätte dann seine Unterhaltszahlungen in erster Linie an die Unterhaltsvorschusskasse zu entrichten, da diese bzgl. des Kindesunterhalts in Vorleistung gegangen ist.
Die Unterhaltsvorschusskasse hat rechtlich die Möglichkeit, sich einen Vollstreckungstitel zu beschaffen, mit dem sie die Zwangsvollstreckung betreiben kann, in der Regel wird davon Gebrauch gemacht, sich diesen Titel unterzeichnen zu lassen.
Solange wie der Unterhaltspflichtige Leistungen nach dem SGB II erhält und über kein Einkommen im Sinne des § 11 Absatz 1 Satz 1 SGB II verfügt, wird der auf die Unterhaltsvorschusskasse übergegangene Rückzahlungsanspruch nicht verfolgt. (§ 7a UhVorschG)

## Unbekannter Kindesvater
Der Gesetzgeber hatte den Unterhaltsvorschuss als Vorschussleistung konzipiert. Im Blick hatte er dabei den Fall, dass eine alleinerziehende Mutter keinen Unterhalt vom Kindesvater erhält, weil er sich seinen Verpflichtungen entzieht. In diesem Fall sollte der Staat einspringen und sich die Leistungen vom Kindesvater zurückholen.
Das Bundesverwaltungsgericht entschied im Jahr 2013, dass ein Kind, das aus einer anonymen Samenspende gezeugt wurde, keinen Anspruch auf Unterhaltsvorschuss hat, weil seine Mutter durch die anonyme Samenspende ihre Unkenntnis vom Kindesvater vorsätzlich selbst verschuldet hat. Einige Gerichte wenden diese Rechtsprechung analog auf Fälle an, in denen das Kind während eines One-Night-Stands gezeugt wurde und die Kindesmutter den Namen des Vaters nicht kennt, so etwa das Niedersächsische Oberverwaltungsgericht in einer Entscheidung aus dem Jahr 2014.

## Reform im Jahr 2017
Durch Art. 23 des Gesetzes zur Neuregelung des bundesstaatlichen Finanzausgleichssystems ab dem Jahr 2020 und zur Änderung haushaltsrechtlicher Vorschriften wurde das Unterhaltsvorschuss überwiegend zum 1. Juli 2017 geändert. Die wichtigsten Änderungen sind:
- das Höchstalter der berechtigten Kinder wurde von 12 auf 18 Jahre angehoben
- die maximale Bezugsdauer von 72 Monaten wurde ersatzlos gestrichen
- Ruhen der Verfolgung von Rückzahlungsansprüchen bei Mittellosigkeit
- Änderung der Bund-Länder-Verteilung der Mittel.